# Academia Real de Música
Nota: se você procura a academia inglesa, consulte Royal Academy of Music
A Academia Real de Música (em francês: Académie Royale de Musique) foi uma instituição musical da França, fundada em Paris por Luís XIV em 1669.
A academia monopolizou a organização da vida musical e teatral francesa, e chegou ao seu auge de poder através da administrtação de Jean-Baptiste Lully, que assumiu a direção em 1672. Neste ano foi criado um corpo de baile e a academia recebeu o nome de Academia Real de Música e Dança. As atividades desta academia eram mais gerenciais do que educativas e na prática funcionou como uma companhia de produção de óperas, contemplando apenas os aspectos de ensino necessários para garantir a periódica substituição dos músicos da corte. Desta forma, a principal transmissão do conhecimento musical na época permaneceu dentro do âmbito da sucessão familiar. Apesar disso, a academia conseguiu estabelecer um elevado padrão de qualidade na prática orquestral e teatral, impondo um novo gosto sobre o público e sendo um dos braços executivos da propaganda cultural do regime absolutista de Luís XIV. Na Revolução Francesa a academia foi extinta, mas seu modelo ressurgiu na fundação do Teatro das Artes, a origem da Ópera Nacional de Paris.